# Hannelore Kohl
Johanna Klara Eleonore Renner, más conocida como Hannelore Kohl (Berlín, 7 de marzo de 1933-Ludwigshafen, 5 de julio de 2001), fue la primera esposa del canciller alemán Helmut Kohl. También publicó un libro de recetas de cocina muy popular en Alemania.

## Biografía

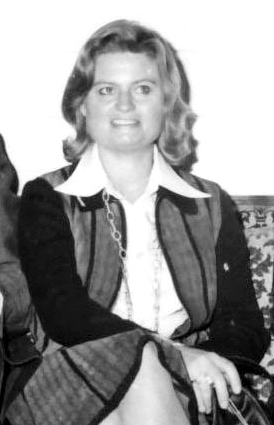
Hannelore Kohl (1976)

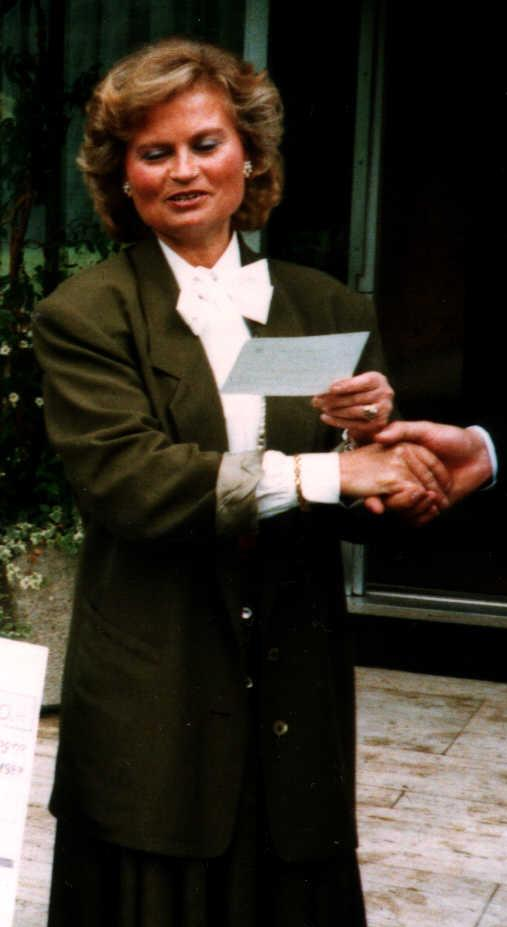
Hannelore Kohl en la década de 1980

Nació en Berlín y pasó su infancia en Leipzig. Su nombre completo era Johanna Klara Eleonore Renner, aunque posteriormente escogió el apelativo "Hannelore" como su primer nombre. Su padre era Wilhelm Renner, director de la oficina técnica de la empresa Hugo Schneider AG, que desarrolló el Panzerfaust, una famosa arma antitanque de la Segunda Guerra Mundial.
En los días que siguieron a la derrota de Alemania en la Segunda Guerra Mundial, con doce años de edad, Hannelore Kohl fue violada, a los doce años de edad, por soldados del Ejército Rojo y posteriormente «tirada por una ventana como un saco de patatas por los rusos». Además del impacto psicológico obvio, las lesiones le dejaron una vértebra fracturada y dolores de espalda para el resto de su vida.
Durante una fiesta escolar en Ludwigshafen en 1948, Hannelore (de 15 años de edad) conoció a Helmut Kohl (de 18 años). Se casaron doce años más tarde, el 27 de junio de 1960.
Hannelore Kohl comenzó a estudiar idiomas en la Universidad de Maguncia, pero tuvo que abandonar sus estudios antes de tiempo debido a la muerte de su padre. Posteriormente empezó a prepararse para hacerse corresponsal en lenguas extranjeras. Hasta la década de 1980, Hannelore Kohl se dedicó a la educación de sus hijos Walter y Peter, nacidos en 1963 y 1965.
Para ayudar a otras personas con lesiones similares a las suyas, en 1983 fundó y luego presidió el Kuratorium ZNS, una fundación dedicada a tratar a pacientes con daños en el sistema nervioso central inducidos por traumatismos.
Su hijo Peter Kohl se casó con Elif Sözen (de origen turco) el 28 de mayo de 2001 en el hotel Çırağan Palace en las costas del Bósforo. Hannelore no pudo asistir a la boda debido a su enfermedad.
Suicidio
El 5 de julio de 2001, Hannelore fue encontrada muerta a la edad de 68 años en su casa de Ludwigshafen. Aparentemente se había suicidado con una sobredosis de píldoras para dormir, años después de que se supiera que sufría una forma muy rara y dolorosa de fotoalergia inducida por un tratamiento de penicilina temprano, que la había forzado a evitar la luz directa del sol durante años.
En 2005, el Kuratorium ZNS fue rebautizado como ZNS-Hannelore Kohl Stiftung en su honor.

## Polémica acerca del suicidio
- El periodista Andrew Gimson, escribiendo en The Spectator, puso en duda la versión oficial de los acontecimientos.[7]
- Interrogantes similares fueron también planteadas por la revista alemana Stern y por la BBC.[8]

## Publicaciones
- Su libro es una colección de recetas de cocina al estilo alemán, Kulinarische Reise durch Deutsche Länder (Viaje culinario por las regiones alemanas, 1996). (A Culinary Tour of Germany, München, Germany: Zabert Sandmann, 1996, ISBN 3-924678-87-1.)